# Skibet Skole
Skibet skole er en skole, som ligger i byen Skibet i Vejle Kommune, tæt ved Skibet Kirke.
Skolen blev bygget i 1963 som centralskole i sognekommunen og erstattede landsbyskolerne i Jennum, Knabberup og Nørre Vilstrup.
Skolen er dels en almindelig folkeskole med 275 elever, fordelt på 0.-6. klassetrin i 2 spor, dels en specialafdeling med 90 elever, fordelt på 1 gruppe i indskolingen, 3 på mellemtrinnet og 2 i udskolingen. Afdelingen  kan undervise fra 0. til 10. klasse og har en kapacitet på ca. 90 pladser. Den er forbeholdt børn og unge med autismespektrumforstyrrelser (ASF). Skolen blev i 2010 Vejle Kommunes kompetencecenter inden for autismespektrumforstyrrelser (ASF).
Almendelen og specialafdelingen har hver sin SFO og klub. Skolen har 90 ansatte, heraf 70 lærere, 16 pædagoger og 4 pædagogiske assistenter.
Skolen har deltaget aktivt i Friluftsrådets "Grønt Flag Grøn Skole"-program, som betyder at skolen passer på miljøet og sparer på strøm og vand.